# Gertrude Caton-Thompson
Gertrude Caton-Thompson, née le 1er février 1888 à Londres et morte le 18 avril 1985 à Broadway (Worcestershire), est une archéologue, préhistorienne et égyptologue britannique.

## Biographie
Gertrude Caton-Thompson étudie au Newnham College. Elle commence à s'intéresser à l'Égypte à la suite d'un voyage avec sa mère en 1911. Pendant la Première Guerre mondiale, elle travaille pour le ministère de la marine britannique, ce qui lui permet d'assister à la conférence de la paix de Paris de 1919.
En 1918, le British Museum l'engage pour entreprendre des fouilles à Ur et Eridu, en Mésopotamie. Elle devient alors élève de Flinders Petrie. De 1921 à 1928, elle explore l'oasis d'Al-Kharga et l'oasis du Fayoum, en Égypte. Elle invente à Hemamieh (Égypte), la méthode de fouilles par carrés dégagés couche après couche.
Avec Guy Brunton, elle fouille de 1922 à 1925 six cent cinquante tombes préhistoriques à Badari (Égypte), où ils découvrent une céramique inconnue jusqu'alors dans le Néolithique égyptien.
Directrice des fouilles stratigraphiques du Grand Zimbabwe, en Rhodésie (1928-1929), elle prouve que la cité a été édifiée à une époque qui correspond au Moyen Age européen.
Elle fouille de nouveau Al-Kharga de 1930 à 1933, puis devient enseignante à l'université de Cambridge (1934-1951).
Gertrude Caton-Thompson fut la première femme présidente de la Prehistoric Society (1940-1946).

## Publications
- The Badarian Civilization and Predynastic Remains near Badari, avec Guy Brunton, 1928
- The Zimbabwe Culture, 1931
- The Desert Fayum, avec Elinor Wight Gardner, Royal Anthropological Institute of Great Britain and Ireland, 1934
- The tombs and Moon temple of Hureidha (Hadhramaut), avec Gonzague Ryckmans, 1944
- Kharga Oasis in Prehistory, 1952
- Mixed Memoirs, autobiographie, 1983